# Tomasz Momot
Tomasz Krzysztof Momot (ur. 2 marca 1978 w Hrubieszowie) – polski muzyk jazzowy, pianista, kompozytor, aranżer, dyrygent oraz producent muzyczny, doktor sztuk muzycznych i pracownik naukowo-dydaktyczny na kierunku Jazz i Muzyka Estradowa UMCS w Lublinie.
Prowadzi własny jazzowy big-band – „Tomasz Momot Orkiestra”, złożony z polskich muzyków sesyjnych, z którym stale koncertuje i nagrywa.
Współpracował m.in. z: Beatą Kozidrak, Justyną Steczkowską, Arturem Gadowskim, Małgorzatą Ostrowską, Mietkiem Szcześniakiem, Krystyną Prońko, Kayah, Haliną Frąckowiak, Krzysztofem i Piotrem Cugowskimi, Kubą Badach, Katarzyną Cerekwicką, Sławkiem Uniatowskim, Pawłem Kukizem, Urszulą, Tomaszem Korpantym oraz Zbigniewem Wodeckim, a także z zespołami: IRA, In-Grid, Kashmir, Cate likes Candy oraz Smokey Band. Podejmował także współprace z Filharmonią Narodową, Teatrem Wielkim, Polskim Radiem Lublin, Polskim Radiem Trójka, Telewizją Polską, Orkiestrą Polskiego Radia, Royal Academy of Music.
Ma w dorobku kilkanaście płyt CD nagranych z własną orkiestrą oraz z wybitnymi artystami polskiej estrady jako producent muzyczny, dyrygent, aranżer, kompozytor oraz instrumentalista (fortepian, instrumenty klawiszowe).

## Życiorys

### Młodość i wykształcenie
Urodził się 2 marca 1978 roku w Hrubieszowie. W wieku ośmiu lat rozpoczął naukę w Państwowym Ognisku Muzycznym w Hrubieszowie odkrywając wrodzoną umiejętność rozpoznawania bezwzględnej wysokości dźwięku na podstawie percepcji sensorycznej, czyli słuch absolutny. W 1991 roku  rozpoczął edukację w Ogólnokształcącej Szkole Muzycznej im. Karola Lipińskiego w Lublinie. W 1997 roku ukończył szkołę muzyczną I i II stopnia z wynikiem bardzo dobrym.
W roku 1998 rozpoczął studia wyższe na wydziale Jazzu i Muzyki Rozrywkowej Akademii Muzycznej im. Karola Szymanowskiego w Katowicach w klasie kompozycji – aranżacji prof. Andrzeja Zubka. W 2002 roku ukończył studia magisterskie z wynikiem bardzo dobrym.
W 2013 roku otworzył przewód doktorski na Akademii Muzycznej im. Feliksa Nowowiejskiego w Bydgoszczy na wydziale Dyrygentury, Jazzu i Edukacji Muzycznej. W 2014 roku przewód doktorski został uwieńczony uzyskaniem stopnia naukowego doktora sztuk muzycznych.

### Działalność artystyczna
Działalność artystyczną rozpoczął w 1998 roku trasą koncertową z zespołem Smokey Band. Współpracował wtedy w charakterze aranżera i pianisty wraz z Justyną Steczkowską, Anną Mikoś (Brathanki), oraz z Orkiestrą Polskiego Radia.
W 2002 roku Tomasz Momot rozpoczął współpracę w charakterze aranżera i pianisty z big-bandem Royal Academy of Music w Londynie. W tym okresie zagrał ponad 60 koncertów na terenie Wielkiej Brytanii. Udział w festiwalu big-bandów Ellingtonowskich zaowocował propozycją wyjazdu na stypendium do Royal Academy of Music w Londynie.
W 2002 roku aranżacje big-bandowe jego autorstwa wykonywane były na „Estradzie Studenckiej”. W tym czasie wraz z big-bandem Akademii Muzycznej w Katowicach uczestniczył koncertach z cyklu „Zielono mi” wraz z solistami: Wandą Kwietniewską, Alicją Majewską, Włodzimierzem Korczem oraz Zbigniewem Wodeckim. W tym samym roku otrzymał propozycję pracy w charakterze wykładowcy na nowo powstałym kierunku Jazz i Muzyka Estradowa na Uniwersytecie Marii Curie-Skłodowskiej w Lublinie.
W listopadzie 2003 roku z inicjatywy Stowarzyszenia Form Twórczych „Fulltura” przygotował, skomponował, oraz poprowadził jako kierownik muzyczny koncert „Oratorium o Bożym Narodzeniu”, który odbył się 21 grudnia 2003 roku w sali kongresowej w Warszawie. W koncercie tym udział wzięli m.in.: Justyna Steczkowska, Małgorzata Ostrowska, Paweł Kukiz, Mieczysław Szcześniak, Orkiestra Symfoniczna Filharmonii Narodowej (kier. J. Lewtak), muzycy Teatru Narodowego oraz sekcja dęta i sekcja rytmiczna składająca się z polskich muzyków jazzowych.
W następnych latach współpracował w charakterze kompozytora i aranżera w wielu zespołach muzycznych komponując i aranżując utwory dla polskich gwiazd sceny rozrywkowej. Praca z tymi artystami przyniosła liczne koncerty, na których występował w charakterze pianisty, solo, bądź w zespołach wyżej wymienionych osób.
Od stycznia 2004 roku współpracował w roli pianisty, kompozytora i aranżera z Justyną Steczkowską (płyta Alkimja). Chęć dalszej współpracy w związku z pisaniem aranżacji na chór i Orkiestrę Symfoniczną Filharmonii Narodowej wyrazili: dyrektor ds. Promocji Filharmonii Narodowej – Jerzy Noworol, a także kierownik Kameralnej Orkiestry Filharmonii Narodowej – Jan Lewtak.
W 2005 roku rozpoczął współpracę w charakterze kompozytora – aranżera, pianisty z Krystyną Prońko. Owocem pracy z Krystyną Prońko była płyta „Jestem po prostu” wydana w 2006 roku oraz wydanie singla „Wymyśliłam Cię”.
Z inicjatywy Tomasza Momota w 2006 roku powstał big-band Wydziału Artystycznego UMCS, w którym pełnił rolę dyrygenta, aranżera i kierownika muzycznego. Rezultatem pracy z zespołem była płyta „21 powodów istnienia Big bandu” wydana przez Uniwersytet Mari Curie-Skłodowskiej.
W 2007 roku wraz z grupą Kashmir był jednym z finalistów konkursu „Top Trendy” w Sopocie. W tym samym roku był nominowany przez słuchaczy Radia WAWA do nagrody „Złote Dzioby” w kategorii Muzyczne Odkrycie Roku.
W 2009 roku objął kierownictwo artystyczne oraz stworzył aranżacje muzyczne dla musicalu „Pieśń z Pieśni” do libretta Jana Kondraka i muzyki Zbigniewa Łapińskiego.
W 2010 roku została wydana debiutancka płyta zespołu Cate Likes Candy, w której wziął udział w charakterze aranżera oraz instrumentalisty.
W roku 2011 otrzymał nominację do nagrody Miasta Lublin za całokształt osiągnięć w dziedzinie kultury i sztuki. Od tego roku cyklicznie przygotowuje aranżacje oraz orkiestrę do gali finałowej „Tańca z Vipami” w Lublinie.
W 2012 roku rozpoczął współpracę z Arturem Gadowskim (IRA) realizując różnorodne projekty muzyczne m.in.: opracowanie utworów z repertuaru Klary Jędrzejewskiej na kwintet smyczkowy i sekcję rytmiczną, gdzie pełnił rolę aranżera i kierownika artystycznego zespołu.
Rok 2013 został uwieńczony przygotowaniem orkiestry oraz aranżacji na „Sylwestrową Noc Przebojów” w Lublinie z udziałem polskich artystów: Kayah, Kasi Cerekwickiej, Kuby Badacha, Sławka Uniatowskiego.
Od wielu lat przygotowuje oprawy muzyczne w charakterze dyrygenta i aranżera dla prestiżowych festiwali oraz imprez muzycznych i kulturalnych.

## Odznaczenia i nagrody
- Złoty Krzyż Zasługi (2023)[16]
- Srebrny Krzyż Zasługi - nadany 10 września 2019 przez Andrzeja Dudę na wniosek Ministra Nauki i Szkolnictwa Wyższego, za zasługi w działalności na rzecz rozwoju nauki[17][18].

## Dyskografia
- 2014: Powróćmy jak za dawnych lat
- 2015: Madame Curie
- 2015: Historie nie z mojej bajki
- 2015: Koncert  dla Kacpra
- 2017: Siedem razy Lublin
- 2017: Zakochani w Lublinie
- 2018: Głosy Miasta
- 2018: Gramy z sercem
- 2019: Koncert dla Seniorów
- 2019: Jubileusz 100-Policji Państwowej